# Fernando Palanques y Ayén
Fernando Palanques y Ayén (Vélez-Rubio, 1863-Vélez-Rubio, 1929) fue un escritor, periodista, profesor e historiador español.

## Biografía
Nacido en 1863 en la localidad almeriense de Vélez-Rubio, obtuvo premios en certámenes en Almería (1912) con El Escudo de Almería y en Murcia (1911) con un poema histórico. En la Enciclopedia universal ilustrada europeo-americana se dice que en 1886 era profesor del colegio madrileño de Martínez de la Rosa. Fue historiador y periodista. Francisco Cuenca le hace fundador y director en su tierra natal de los semanarios La Idea, El Fomento, La Linterna y La Opinión, además de jefe de redacción en Madrid de La Ilustración Madrileña. Entre sus publicaciones se encontraron Un filántropo y una obra pía, El Guardián de San Francisco, Historia de Vélez-Rubio, Apuntes genealógicos y heráldicos de la villa de Vélez-Rubio y De alpinismo almeriense. Cejador menciona como obras inéditas de Palanques las tituladas De mi tierra, Bibliografía de los Vélez, Espeleografía almeriense y Fábulas en verso. Falleció hacia febrero de 1929 en Vélez-Rubio.